# Odontesthes humensis
Odontesthes humensis es una especie de agua dulce del género de peces Odontesthes, de la familia Atherinopsidae en el orden Atheriniformes. Habita en aguas del nordeste del Cono Sur de América del Sur, y es denominada comúnmente pejerrey. Posee una carne sabrosa, por lo que es buscado por los pescadores deportivos.

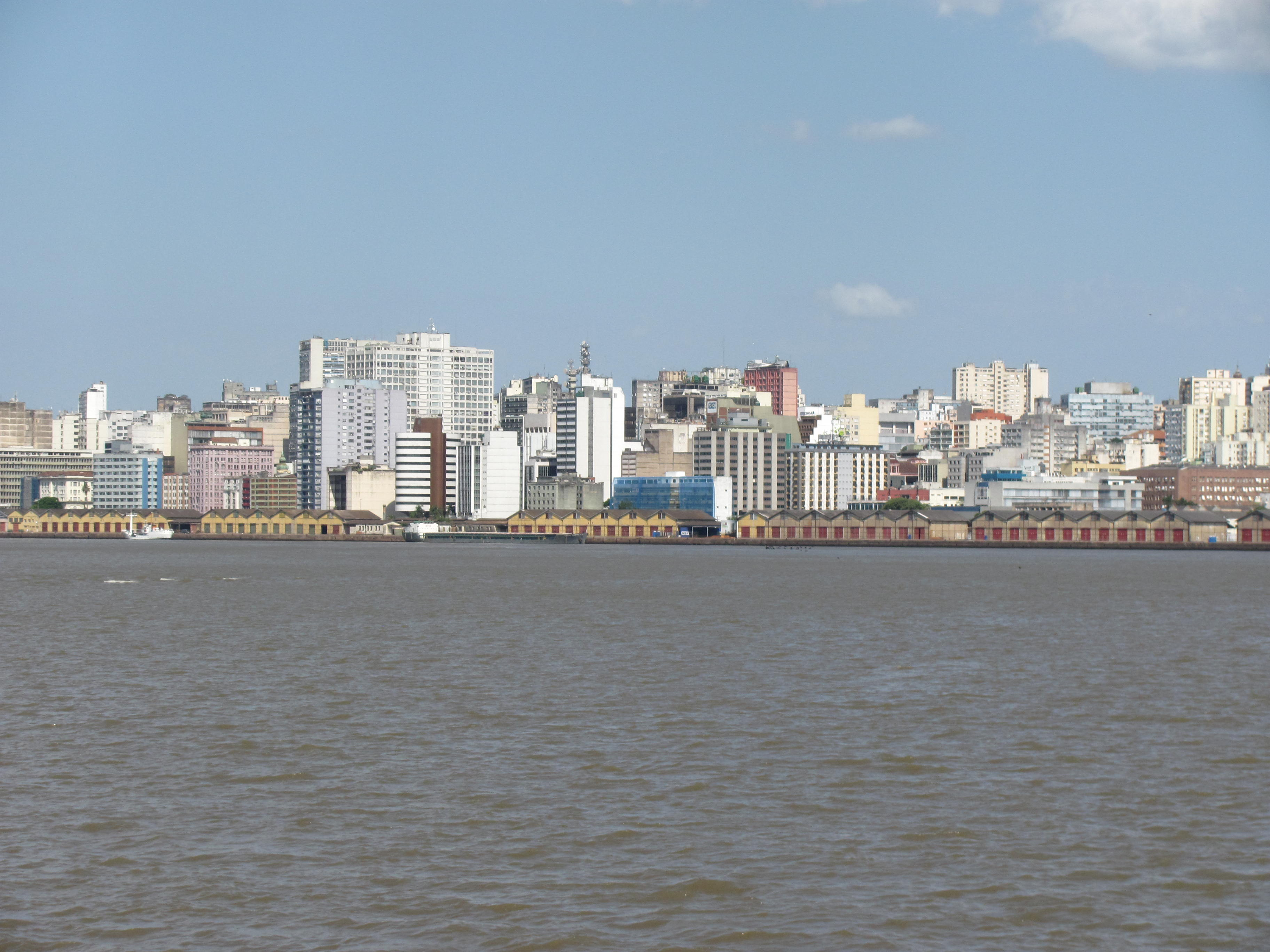
La ciudad de Porto Alegre desde el río Guaíba; ejemplo del hábitat de esta especie.

## Distribución y hábitat
Odontesthes humensis habita en lagos, lagunas, y cursos fluviales de agua dulce templados o  templado-cálidos con pendiente del océano Atlántico, el sur de Brasil, y todo el Uruguay, en las cuencas del río Negro uruguayo, del río Uruguay —frente a la ciudad de Salto—, del Río de la Plata, de la laguna Merín y de la laguna de los Patos. Para la Argentina solo se lo citaba como fronterizo en el nordeste, pero sin registros concretos en aguas propias, hasta que en el año 2015 se colectaron ejemplares zonas costeras del Río de La Plata en la provincia de Buenos Aires, uno en la desembocadura del río San Antonio (frente de avance del delta del río Paraná) y el otro en la ribera de Quilmes.

## Taxonomía
Esta especie fue descrita originalmente en el año 1953 por el ictiólogo español Fernando de Buen y Lozano.
Localidad tipo
La localidad tipo es: «Río Negro, Uruguay».